# Caterina van Hemessen
Catharina van Hemessen (Anvers, 1522- morta el 1587), va ser una pintora flamenca del Renaixement. Coneguda per ser la primera pintora flamenca femenina a qui se li atribueix amb certesa l'autoria de la seva producció artística. A Van Hemessen, se li dona sovint la distinció de la creació del primer autoretrat d'una artista, de qualsevol gènere, representada asseguda davant d'un cavallet.

Va ser una artista reconeguda a la seva època i la seva obra d'art, si bé no és extensa, és de rellevant valor artístic, coneguda pels retrats a membres de la Cort, la representació de temes religiosos i l'esmentat autoretrat. Hi ha pintures de Hemessen al Rijksmuseum, a Amsterdam, i a la Galeria Nacional de Londres.

## Vida
Caterina Van Hemessen, va néixer a Anvers, Flandes, (Bèlgica) filla del pintor manierista Jan van Hemessen (1500-1563) i la seva muller Bàrbara de Fevre. Tot i que el seu pare era un artista de notable importància, dels tres germans (tenien un germà fruit d'una amant del seu pare que va ser reconegut als seus 24 anys) només Caterina va esdevenir una pintora de renom. Era normal per les filles de pintors d'ajudar-los i treballar a voltes als seus tallers, sempre a l'ombra de la figura masculina; ara bé, Caterina Van Hessem no es va aturar allà. Es creu que el seu progenitor la va introduir al món de la pintura i la va instruir al seu taller tot i que les obres d'aquesta reflecteixen poca influència del seu pare, fent-se així un nom pel seu propi estil o obra. Va esdevenir una artista d'ofici i per vocació, una concepció de les pintores molt avançada per la seva època.
A l'edat de 26 anys, el 23 de febrer 1554, es va casar amb Chrétien de Morien, l'organista de la Catedral d'Anvers. Era l'encarregat de tocar l'orgue, un instrument molt important en les celebracions religioses i, per tant gaudia d'una bona posició. Aquesta data va suposar una brusca aturada de la seva producció artística, com moltes altres dones pintores que en contraure matrimoni per pressió social deixaven la seva carrera professional per dedicar-se exclusivament al món de la llar. Tot i els entrebancs dels esquemes de rols estipulats per la societat de llavors, el 1556 la parella va entrar a formar part de la Cort de la regent Maria d'Hongria, que va ser governadora dels Països Baixos entre 1531 i 1556. Quan el 1556 la governadora va renunciar a càrrec i es va retirar a Espanya, la jove artista i el seu marit van seguir-la. Cal dir que si bé la seva entrada a la Cort de forma oficial va ser el 1556, Caterina ja s'havia guanyat un renom entre el selecte ambient quan una dècada anterior, vers el 1540, la reina Maria d'Àustria havia esdevingut la seva patrona, tot i que l'artista era encara molt jove.
Un cop a Espanya, va encarregar-se de l'ensenyament artístic de joves dames de la Cort. Tot i que formar a elegants dames amb possiblement poc talent no era segurament la seva posició ideal, la parella sempre va mantenir molt bona relació amb Maria d'Hongria. Fins i tot, aquesta en morir va deixar escrit en el seu testament que pels seus "únics i excel·lents" serveis els proporcionava una abundosa pensió que els permetria una vida finançada i confortable a Anvers. Així i tot, després de la mort de la seva protectora l'any 1558, al cap d'un temps la parella es va mudar a ‘s-Hertogenbosch on Christian, el seu marit va ocupar un lloc al Capítol de Sant Joan. El matrimoni, però, va retornar a Anvers, on Caterina va morir per causes naturals després de l'any 1587.

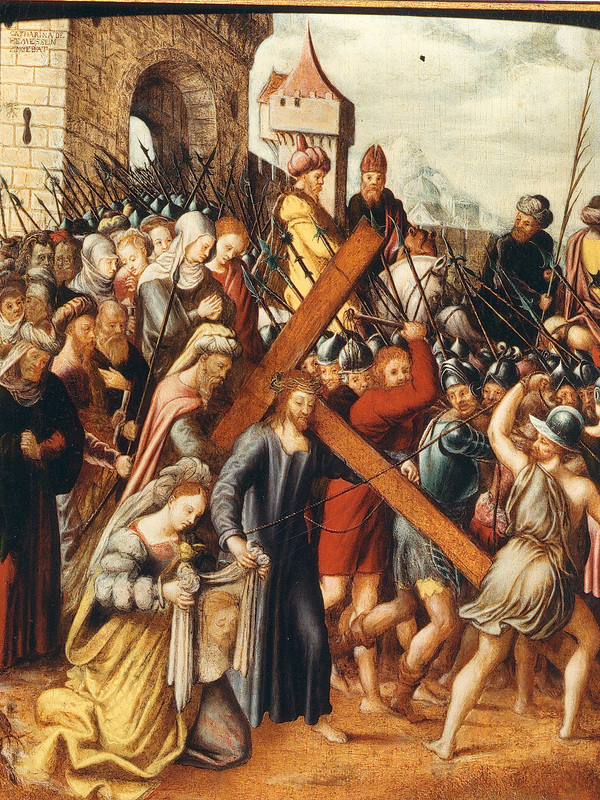
Crist es troba amb Veronica, 1541-1560

Caterina va ser una esposa que recolzava la carrera del seu marit, però més enllà del paper tradicional de bona muller, va aconseguir fer-se un nom i reconeixement. L'any 1567 Guicciardini, filòsof, historiador i polític italià, la va descriure en el seu llibre Descrittione tutti di paesi bassi (Descripció dels Països Baixos) com una de les "il·lustres dones de les arts que viuen als llindars". Un segle més tard Johan van Beverwijk, metge i escriptor holandès, cita com un exemple a Caterina van Hemessen en la seva obra Van de Uitnementheyt des Vrouwelicken Geslachts(Sobre l'excel·lència del gènere femení). Va ser inclosa en les Vite de Giorgio Vasari (1568, publicada a Florencia) en un capítol dedicat als pintors flamencs.

## Obra
Existeixen 13 llenços firmats i datats personalment per l'artista, entre els quals es troben un autoretrat, sis retrats i la resta són pintures de temàtica religiosa. Sobre la darrera temàtica es pot observar que sempre són pintats grans grups de figures sobre fets històrics. Caterina va emular l'estil de l'escola flamenca primitiva més que no pas l'italianitzant del seu pare.
Les seves obres es caracteritzen pel seu realisme, tenint en compte que la majoria d'obres són retrats dels quals destaquen les figures i formes representades sobre un fons sobri i moltes voltes foscos, sense esguardar a l'espectador. Les classes selectes de la societat segurament van trobar atrevit i excitant ser pintats per una jove ambiciosa. Però l'artista va saber veure més enllà dels vestits sumptuosos, capells de vellut i colls encarats i va saber capturar els matisos de les seves personalitats.
Caterina Van Hemessen va ser una de les primeres artistes modernes i en l'àmbit europeu és una de les primeres artistes femenines mencionades en els llibres de referència, però tampoc és tan afavorida per la crítica com Sofonisba i Lucia Anguissola, altres pintores renaixentistes. Germaine Greer, per exemple, troba la seva obra "arcaica i amb un ventall de sentiments acuradament restringits"però tot i així s'ha de tenir en compte la cultura religiosa repressiva dels Països Baixos i d'Alemanya en general.

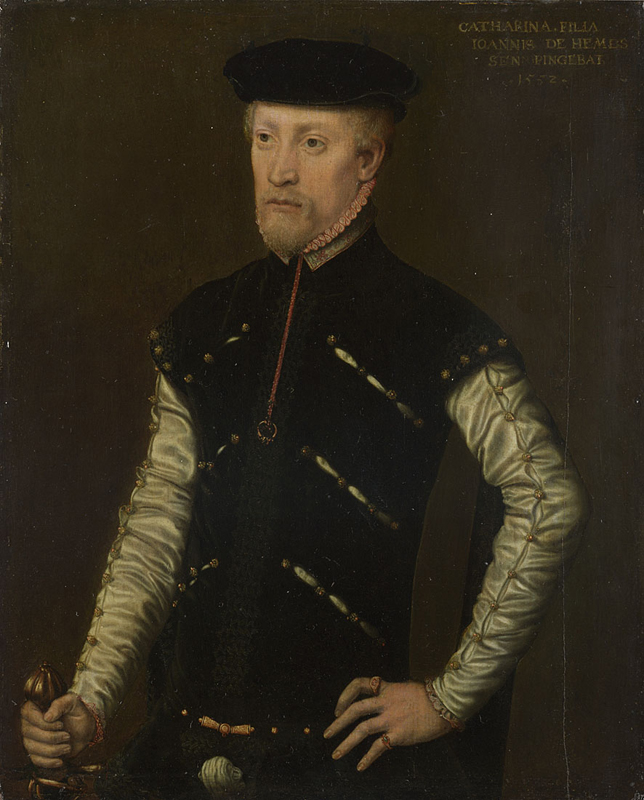
Retrat d'un home 1552

L'obra El retrat d'una dama de 1551 és la seva obra més coneguda i reproduïda, tot i que del llenç se'n sap poc més del que s'observa. El que sí que és innegable és l'habilitat a l'hora de reproduir el més petit detall i plasmar virtuosament les textures dels teixits. La seva habilitat traspassa els límits d'una simple representació física, mitjançant l'expressió dels seus rostres i els petits elements que ens dibuixen una imatge del caràcter de les models. En el retrat d'una dama apreciem el detall d'una pell viscuda, unes mans tenses i la profunditat de la tristesa del seu esguard. I és que la pintora era capaç de fotografiar el realisme d'un rostre.
Caterina com " una creient catòlica " va representar escenes religioses totes amb moltes figures i nombrosos detalls com per exemple La Verònica, una protagonista d'un evangeli apòcrif, pintada amb oli sobre fusta.
En el llenç d'autoretrat Caterina es mostra a si mateixa com una pintora professional, amb els pinzells esperant tocar la tela ben aferrats en un puny. També cal destacar que es pinta d'una forma molt ricament abillada i amb un rostre únic que poc tenir alguna semblança amb altres retrats. El llenç anomenat Dona jove, té una semblança a la seva germana gran i es diu que Retrat d'una dama i Retrat d'un home podrien ser retrats d'ella i el seu marit.
La majoria d'obres es troben a la National Gallery de Londres i el Rijksmuseum d'Àmsterdam, i l'autoretrat és al Öffentliche Kunstsammlung de Basilea, Suïssa. També se li atribueixen nou obres que després de ser analitzades es va concloure que eren pintades per quatre artistes del taller de Jan van Hemessen. Aquestes obres es trobaven en el retaule que hi havia al monestir dels jerònims de Santa Anna, a Tendilla (Guadalajara), desaparegut al 1845. Al 1915 va reaparèixer a Londres i va ser adquirit pel Cincinnati Art Museum dels Estats Units.

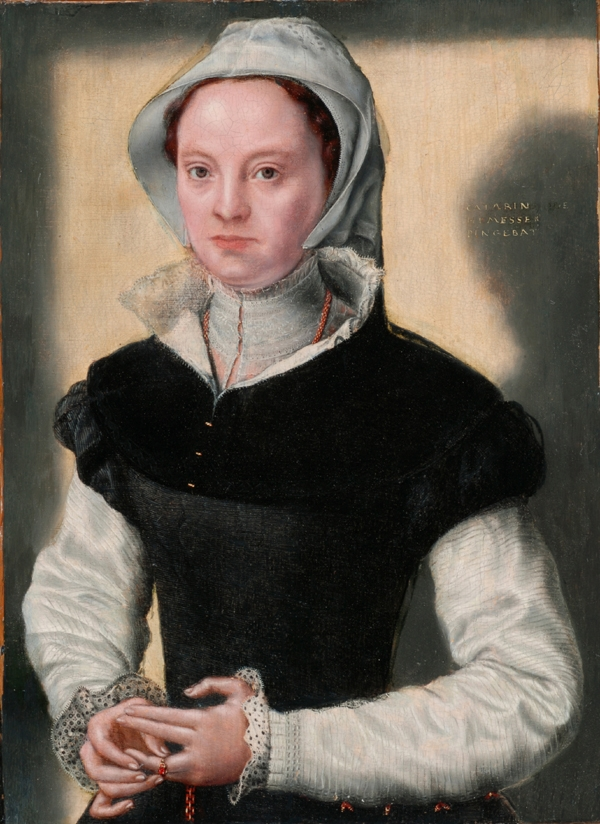
Retrat d'una dama (cap al 1551) Actualment Museu Bowes